# Muhange
Muhange è una circoscrizione rurale (rural ward) della Tanzania situata nel distretto di Kakonko, regione di Kigoma. Conta una popolazione di 24 195 abitanti (censimento 2012).